# Tableau (poker)
Pour les articles homonymes, voir Tableau.
 (juin 2008).
Améliorez-le ou discutez des points à vérifier. 
Au poker le tableau est, à un instant donné, l'ensemble des cartes communes étalées faces visibles sur la table par le donneur ou le croupier.
Dans le cas du double Hold'em, on parle alors de deux tableaux.
Ce mot est utilisé dans la famille des Hold'em et peut décrire un ensemble de :
- 0 cartes au début
- 1 carte dans le cas du  courchevel
- 3 cartes après le flop
- 4 cartes après le tournant
- 5 cartes après la rivière